# Chosonentulus
Chosonentulus es un género de Protura en la familia Acerentomidae.

## Especies
- Chosonentulus chosonicus Imadaté & Szeptycki, 1976